# الدورة 36 للجنة التراث العالمي
الدورة السادسة والثلاثين للجنة التراث العالمي انعقدت في الفترة ما بين 25 يونيو وحتى 5 يوليو من العام 2012، وذلك في مدينة سانت بطرسبرغ بروسيا.

## الأعضاء
- الجزائر
- كمبوديا
- كولومبيا
- إستونيا
- إثيوبيا
- فرنسا
- ألمانيا
- الهند
- العراق
- اليابان
- ماليزيا
- مالي
- المكسيك
- قطر
- روسيا
- السنغال
- صربيا
- جنوب إفريقيا
- سويسرا
- تايلاند
- الإمارات العربية المتحدة